# Lyons-la-Forêt
Lyons-la-Forêt, prvotno Saint-Denis-en-Lyons, je naselje in občina v severnem francoskem departmaju Eure regije Zgornje Normandije. Leta 2019 je naselje imelo 712 prebivalcev.

## Geografija
Kraj leži v pokrajini Normandiji ob reki Lieure, 33 km vzhodno od Rouena.

## Uprava
Lyons-la-Forêt je sedež istoimenskega kantona, v katerega so poleg njegove vključene še občine Beauficel-en-Lyons, Bézu-la-Forêt, Bosquentin, Fleury-la-Forêt, Les Hogues, Lilly, Lisors, Lorleau, Rosay-sur-Lieure, Touffreville, Le Tronquay in Vascœuil s 4.070 prebivalci.
Kanton Lyons-la-Forêt je sestavni del okrožja Les Andelys.

## Zanimivosti
- ostanki nekdanjega utrjenega prebivališča château de Lyons angleškega kralja in normanskega vojvoda Henrika I., kasneje francoskih kraljev Filipa Avgusta in Filipa Lepega,
- cerkev sv. Denisa iz 15. stoletja, z elementi iz 12. oz. 16. stoletja,
- ohranjena arhitekturna dediščina normandijskega sloga iz 17. in 18. stoletja,
- pokrita tržnica iz 18. stoletja,
- Lyons je obdan z bukovim gozdom, s površino 10.700 hektarjev enim največjih v Evropi.